# محمد رضا كلاهي
محمد رضا كلاهي، من مواليد 1958، وأغتيل بتاريخ 15 ديسمبر 2015، كان معارضاً سياسياً للنظام الإيراني، وكان عضواً في منظمة مجاهدي خلق الإيرانية، اشتبهت إيران بأنه زرع قنبلة في مقر الحزب الجمهوري الإسلامي، والتي أسفرت عن مقتل أكثر من 70 مسؤولًا في 28 يونيو 1981. ويُعتقد أن جمهورية إيران الإسلامية كانت وراء عملية الاغتيال. ويُقال إنه كان طالبًا في السنة الأولى في الهندسة الكهربائية وعمل كهربائيًا في الحزب الجمهوري الإسلامي.